# Harry Denyer Francis
Pour les articles homonymes, voir Harry Francis et Francis.
Harry Denyer Francis (28 juillet 1921-2 mai 1987) est un homme politique canadien de la Colombie-Britannique. Il est député provincial créditiste pour la circonscription britanno-colombienne de Similkameen en 1952. 
Il démissionne peu après son élection afin d'offrir un siège pour le ministre des Finances désigné, Einar Maynard Gunderson, qui n'était pas parvenu à se faire élire.

## Biographie
Né à Victoria sur l'île de Vancouver, Francis est ministre et pasteur de l'église pentecôtiste d'Osoyoos avant son élection à l'Assemblée législative de la Colombie-Britannique. Plus tard, il travaille à Revelstoke.
Francis meurt d'une hémorragie cérébrale à Victoria en mai 1987 à l'âge de 65 ans.